# Rocca Santa Maria
Rocca Santa Maria község (comune) Olaszország Abruzzo régiójában, Teramo megyében.

## Fekvése
A megye északnyugati részén fekszik. Határai: Amatrice, Cortino, Torricella Sicura és Valle Castellana.

## Története
Alapítására vonatkozóan nincsenek pontos adatok. 1279 és 1806 között a teramói püspök birtoka volt. Önálló községgé a 19. század elején vált, amikor a Nápolyi Királyságban felszámolták a feudalizmust.

## Népessége
A népesség számának alakulása:

## Főbb látnivalói
- Sant’Egidio-templom (Acquaratola)
- San Salvatore-templom (Serra)
- San Martino-templom (Fiòli)
- San Flaviano-templom (Tavolero)